# Lake Cooloongup
Lake Cooloongup är en sjö i Australien. Den ligger i delstaten Western Australia, omkring 39 kilometer söder om delstatshuvudstaden Perth. 
Trakten runt Lake Cooloongup består till största delen av jordbruksmark. Runt Lake Cooloongup är det ganska tätbefolkat, med 139 invånare per kvadratkilometer. Genomsnittlig årsnederbörd är 1 018 millimeter. Den regnigaste månaden är maj, med i genomsnitt 176 mm nederbörd, och den torraste är februari, med 9 mm nederbörd.